# 格賴夫斯瓦爾德大學

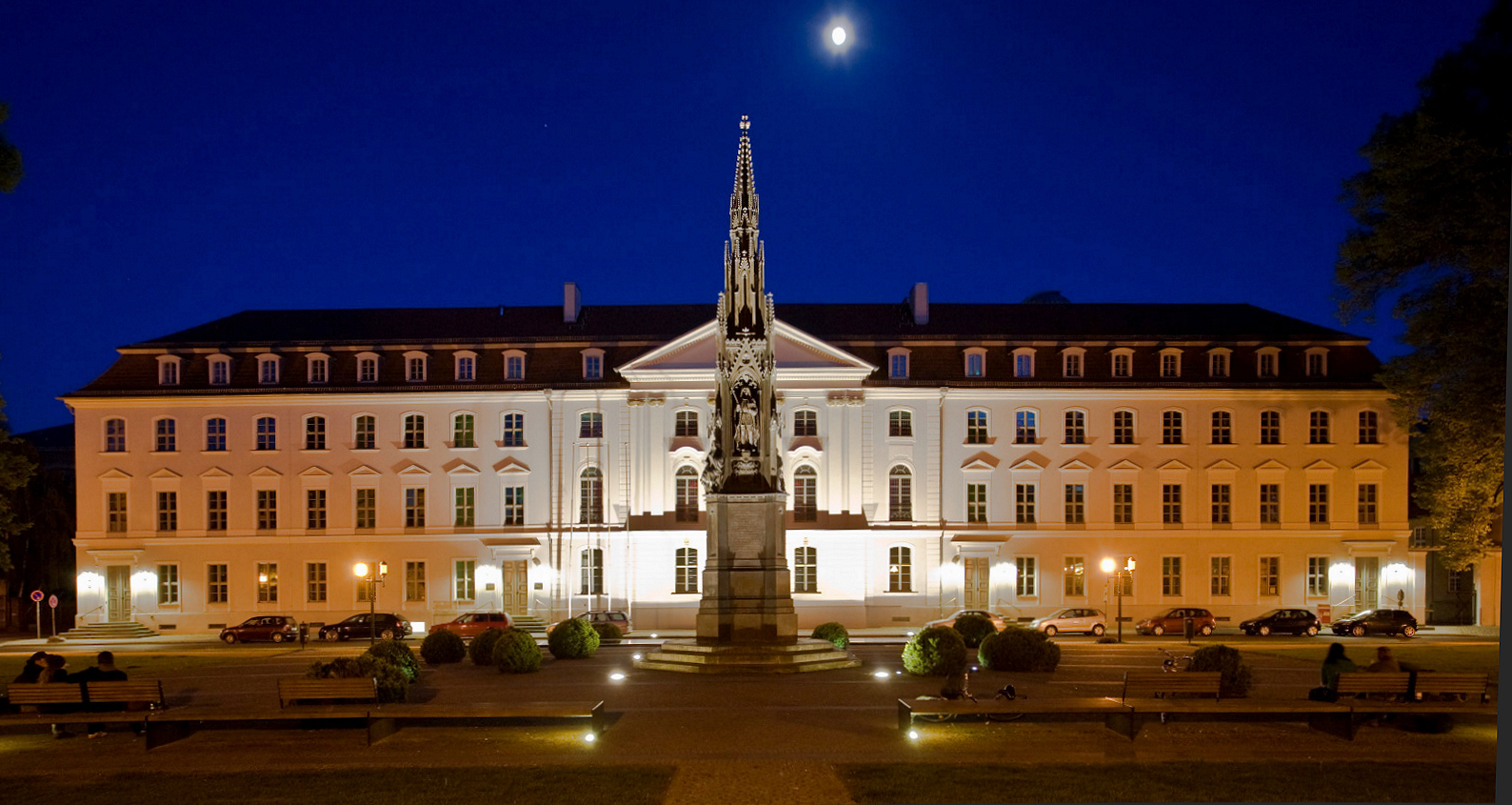
大學主樓（Hauptgebäude）建造於1747至1750年間，現大學校長辦公室和其他一些行政部門佔用此樓。

格賴夫斯瓦爾德大學（德語：Universität Greifswald）是位於德國格賴夫斯瓦爾德的一所公立研究型大學。1436年開始提供教學，1456年的神聖羅馬帝國和教皇正式批准其成立。 它是歐洲最古老的大學之一，也是德國當今第四古老的大學。

## 外部連結
- 格瓦大学华人论坛

54°5′40.70″N 13°22′28.65″E / 54.0946389°N 13.3746250°E